# José Antolínez

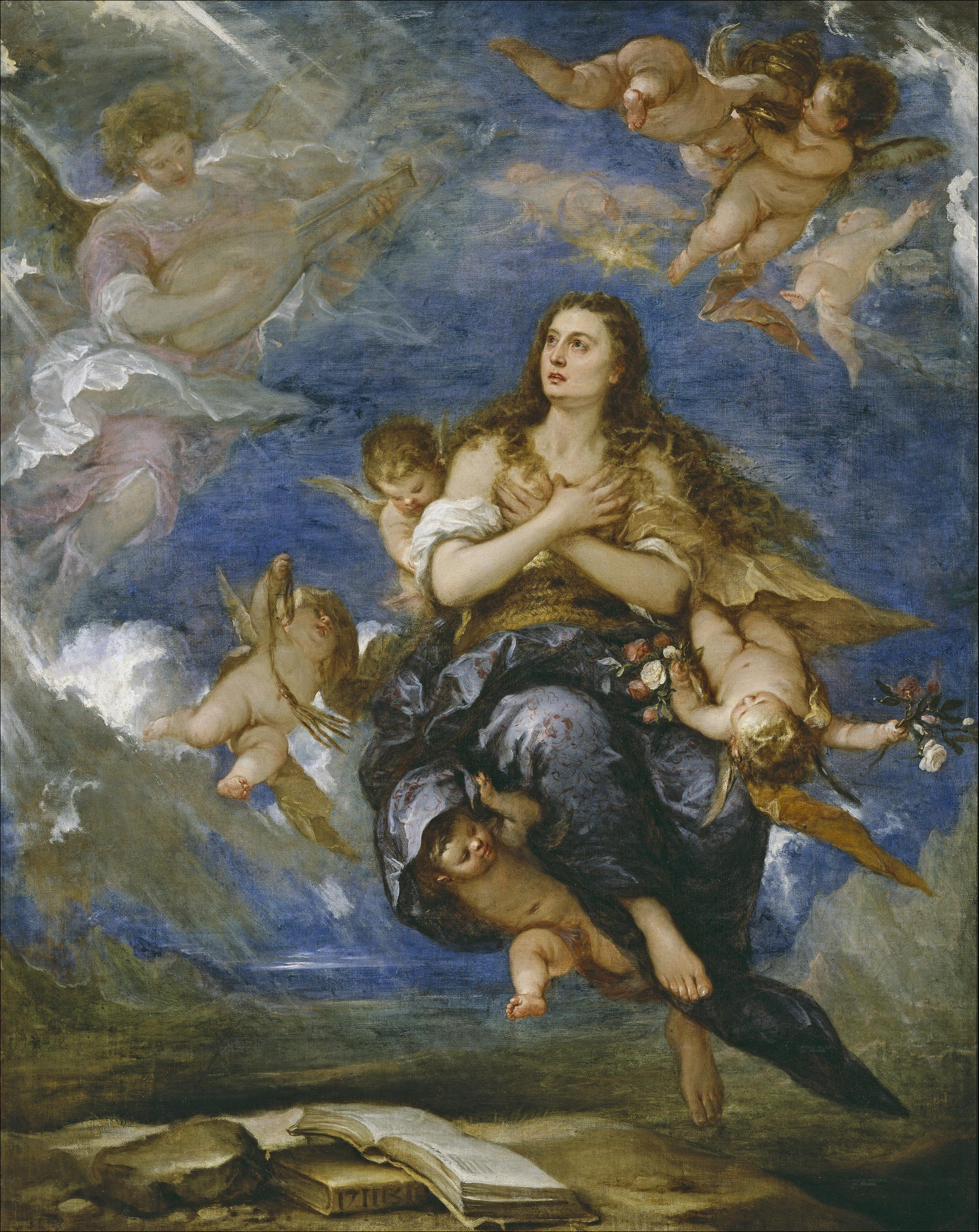
El tránsito de la Magdalena, óleo sobre lienzo (205 x 163 cm.), Museo del Prado, Madrid.

José Antolínez (Madrid, 1635-1675), pintor barroco español, fue uno de los más originales artistas de la escuela madrileña del pleno barroco. «Enamorado de los celajes azules venecianos, las carnes nacaradas rubenianas y los ropajes barrocos revueltos por el viento», según lo definió Angulo Íñiguez, su pintura, conservada en cantidad relativamente abundante, a pesar de su prematura muerte, abarcó muy diversos géneros, tanto religiosos como profanos, de los que se ocupó siempre con un punto de vista personal y un rico sentido del color, que tomó tanto de Tiziano como de Rubens y de Van Dyck, aplicado con una técnica de pincelada ligera y vibrante con la que conseguirá hacerse afortunado intérprete de la atmósfera velazqueña.   

## Biografía
Hijo de Ana de Sarabia y de Juan Antolín, un artesano carpintero fabricante de cofres, pero con casa solariega en Espinosa de los Monteros y una holgada posición económica, fue bautizado en la iglesia de los Santos Justo y Pastor de Madrid el 7 de noviembre de 1635. En el bautismo recibió el nombre de Claudio José Vicente. Como su hermano Francisco, siempre tuvo pretensiones nobiliarias, llegando a entablar pleito en 1662 por el reconocimiento de su hidalguía. Uno de sus hijos, capitán de caballos, obtuvo dispensa papal para ingresar en la Orden de Calatrava, obteniendo de este modo el reconocimiento que había perseguido la familia.
Su formación como pintor debió de comenzar al lado de Julián González de Benavides, un modesto «pintor de tienda», que en 1653 se convertiría en su suegro, completándola, como indica Antonio Palomino, asistiendo algún tiempo a la escuela de Francisco Rizi, con quien no tardaría en enemistarse, y frecuentando las academias abiertas por entonces en Madrid. En su biografía Palomino lo describe como hombre de carácter altivo y vanidoso, diestro en el manejo de la espada, de agudos dichos y genio mordaz. Su prematura muerte, ocurrida en Madrid el 30 de mayo de 1675, habría sido provocada, según el biógrafo cordobés, por ese desmedido orgullo y por su afición a la espada negra, pues le llegó tras sostener un «ajuste» con otros aficionados del que salió molido a golpes, y «o bien fuese del molimiento, o bien de no haber quedado tan airoso, como quisiera, se fue a su casa, y se encendió luego en calentura tan maligna, que en pocos días acabó con él». Su abundante obra conservada, pese a la brevedad de su vida, y su testamento indican, no obstante, que se trató de una persona laboriosa, de vida ordenada y amante de su familia. Tuvo como discípulo, según Palomino, a Alonso del Barco, pintor de paisajes.

## Obra

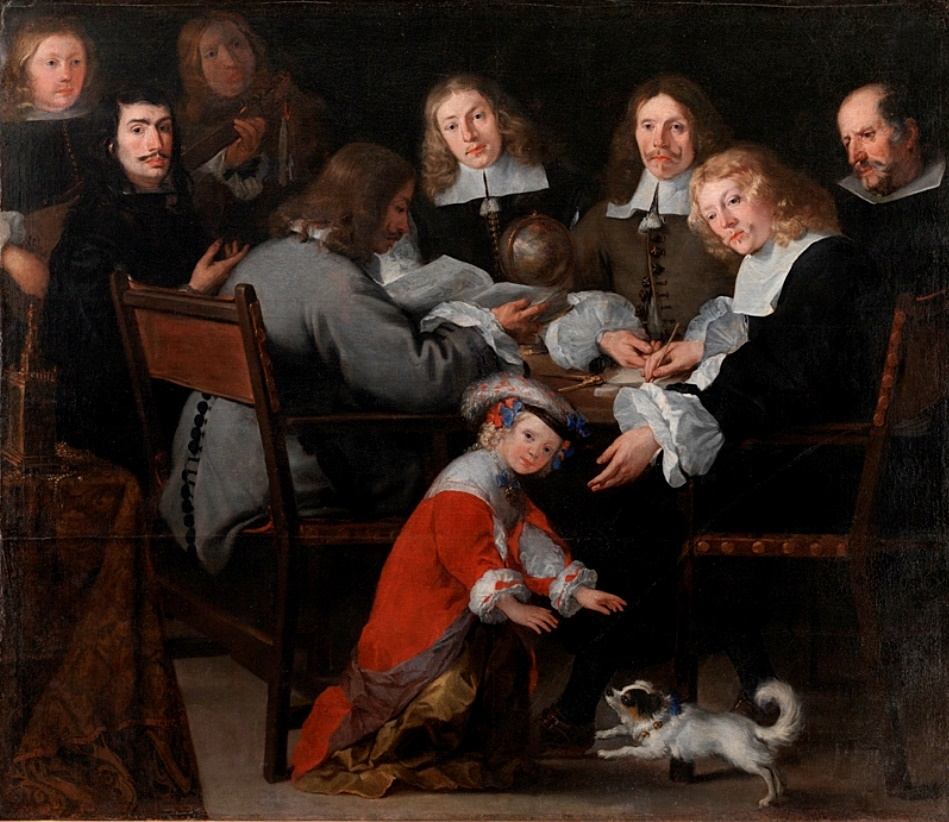
El embajador danés en Madrid, Cornelius Pedersen, y su séquito, firmado «España año 1662. Joseph Antolín. F», óleo sobre lienzo, 186,5 x 215,8 cm, Copenhague, Statens Museum for Kunst.

Conocido principalmente por su pintura religiosa y muy especialmente por sus numerosas versiones del tema de la Inmaculada, Antolínez cultivó todos los géneros, a excepción quizá del bodegón, y consta que fue muy estimado por sus retratos y paisajes, para los que según Palomino tuvo «gran genio», haciéndolos con «extremado primor». Más elocuente, José García Hidalgo en sus Principios para estudiar el nobilísimo y real arte de la pintura, lo llamó «segundo Tiziano en los países y en los retratos». Únicamente practicó la pintura al óleo y sobre lienzo, tratando con desdén a los pintores de «paramentos», como Palomino asegura que llamaba a quienes pintaban al fresco y al temple. Según una conocida anécdota narrada por el cordobés, su antiguo maestro, Francisco Rizi, con el fin de bajarle los humos, le ordenó en una ocasión acudir a trabajar en los decorados para las comedias que se celebraban en el palacio del Buen Retiro, saliendo desairado del lance al comprobarse su impericia.

### Pintura religiosa

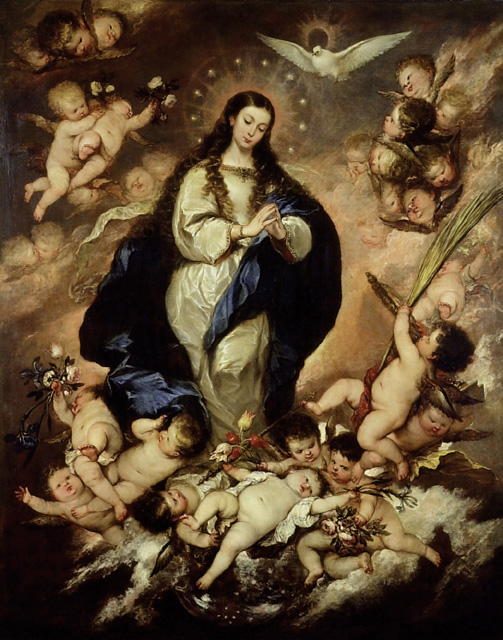
Inmaculada Concepción, óleo sobre lienzo (213 x 170 cm.) Museo Ashmolean, Universidad de Oxford.

Antonio Palomino dejó escrito que Antolínez «llegó a ser uno de los primeros de su tiempo; como lo acreditan repetidas obras públicas, y particulares suyas, que se ven en esta Corte; en que particularmente se descubre un gran gusto, y tinta aticianada». Pero al hacer recuento de sus «obras públicas» solo pudo citar el altar de la Virgen del Pilar en la parroquia de San Andrés de Madrid, actualmente desaparecido, las tres pinturas de los sagrarios de la iglesia de la Magdalena de Alcalá de Henares y las de la capilla mayor de la iglesia parroquial de la Asunción de Navalcarnero, donde en el cuerpo alto del retablo se conservan tres pinturas de su mano representando la Presentación de la Virgen en el templo, la Coronación de la Virgen y la Inmaculada Concepción. Por el contrario, son muy abundantes las pinturas conservadas de mediano tamaño y con pocas figuras, destinadas a la devoción particular en capillas y oratorios privados, en las que según Alfonso E. Pérez Sánchez, parece haberse desenvuelto con mayor soltura que en las grandes pinturas de altar cultivadas por sus contemporáneos.
En este orden destacan sus múltiples versiones del tema de la Inmaculada, de las que se conocen una veintena larga de ejemplares autógrafos, número solo igualado por Murillo. Las Inmaculadas de Antolínez, de aire elegante y cortesano, se caracterizan por el tratamiento pormenorizado de la corona de doce estrellas, la inclusión frecuente de la paloma del Espíritu Santo, el gesto ensimismado de la Virgen con las manos unidas y el revuelo de ángeles niños que le sirven de peana. Sus lujosas vestimentas, con destellos plateados, parecen agitadas por un fuerte viento ascensional. La más antigua de las conservadas, la de la Colección March de Palma de Mallorca, está fechada en 1658 y en su composición se advierten aún influjos de Alonso Cano que desaparecen en las versiones posteriores, en las que introdujo sutiles variaciones en el movimiento de los paños para no repetirse nunca. Entre ellas pueden destacarse las versiones del Museo del Prado, fechada en 1665, la del Museo Lázaro Galdiano, de 1666, Museo Nacional de Arte de Cataluña, muy semejante a la conservada en la Hermandad del Refugio de Madrid, fechada ésta en 1667, Museos de Bellas Artes de Sevilla y Bilbao, Pinacoteca Antigua de Múnich, de 1668, y Museo Ashmolean de Oxford.También destaca la Inmaculada que se encuentra en la catedral de Almería, fechada en el tercer tercio del siglo XVII firmada por el autor.
Otro motivo religioso que Antolínez abordó con frecuencia es el de la Magdalena en éxtasis. Como penitente en el desierto y cubierta con ricas capas de tonos malva y plateados en los lienzos del Museo de Bellas Artes de Sevilla y Fundación Santamarca de Madrid, en este, de hacia 1673, acompañada por un ángel adolescente tañendo un instrumento de cuerda con el que conforta a la santa, o trasportada al cielo por ángeles para asistir en ellos a los oficios divinos celebrados por los bienaventurados, conforme al relato de La leyenda dorada de Jacobo de Vorágine. De este modo se representa en las versiones conocidas indistintamente como Éxtasis de la Magdalena del Museo Nacional de Arte de Rumania (Bucarest), o Tránsito de la Magdalena del Museo del Prado, donde la ascensión de la santa muestra un acusado sentido de lo triunfal característicamente barroco, realzado por la riqueza de su gama cromática de entonación predominantemente fría, armonizando el color azul intenso de las telas con el luminoso celaje. 
En obras de composición más compleja, como son el lienzo de Esther y Asuero del Castillo de Helsingor (Dinamarca) o la Pentecostés del Museo de Bellas Artes de Bilbao, se pone de manifiesto su admiración por Veronés y las tintas aticianadas de que hablaba Palomino. Otro ejemplo de ello se encuentra en el Martirio de San Sebastián (1673) del Museo Cerralbo, con un bello paisaje veneciano de fondo. Pero la manera de los maestros venecianos, que pudo conocer en las colecciones reales o en la de su protector el Almirante de Castilla, fue  reinterpretada por Antolínez, del mismo modo que los pintores del pleno barroco, en clave apoteósica deudora de los maestros flamencos. Ese sentido barroco de lo triunfal se puede apreciar, además de en las versiones citadas del tránsito de la Magdalena, en la Santa Rosa de Lima ante la Virgen del Museo de Bellas Artes de Budapest (Hungría). Obra tardía (la santa fue canonizada en 1671), permite apreciar en toda su riqueza el esplendor de su pincelada suelta y ligera y el característico colorido azulado, pardo y violeta de su paleta, aplicado a una visión mística, con la santa elevada en triunfo sobre un trono de nubes.

### Otros géneros

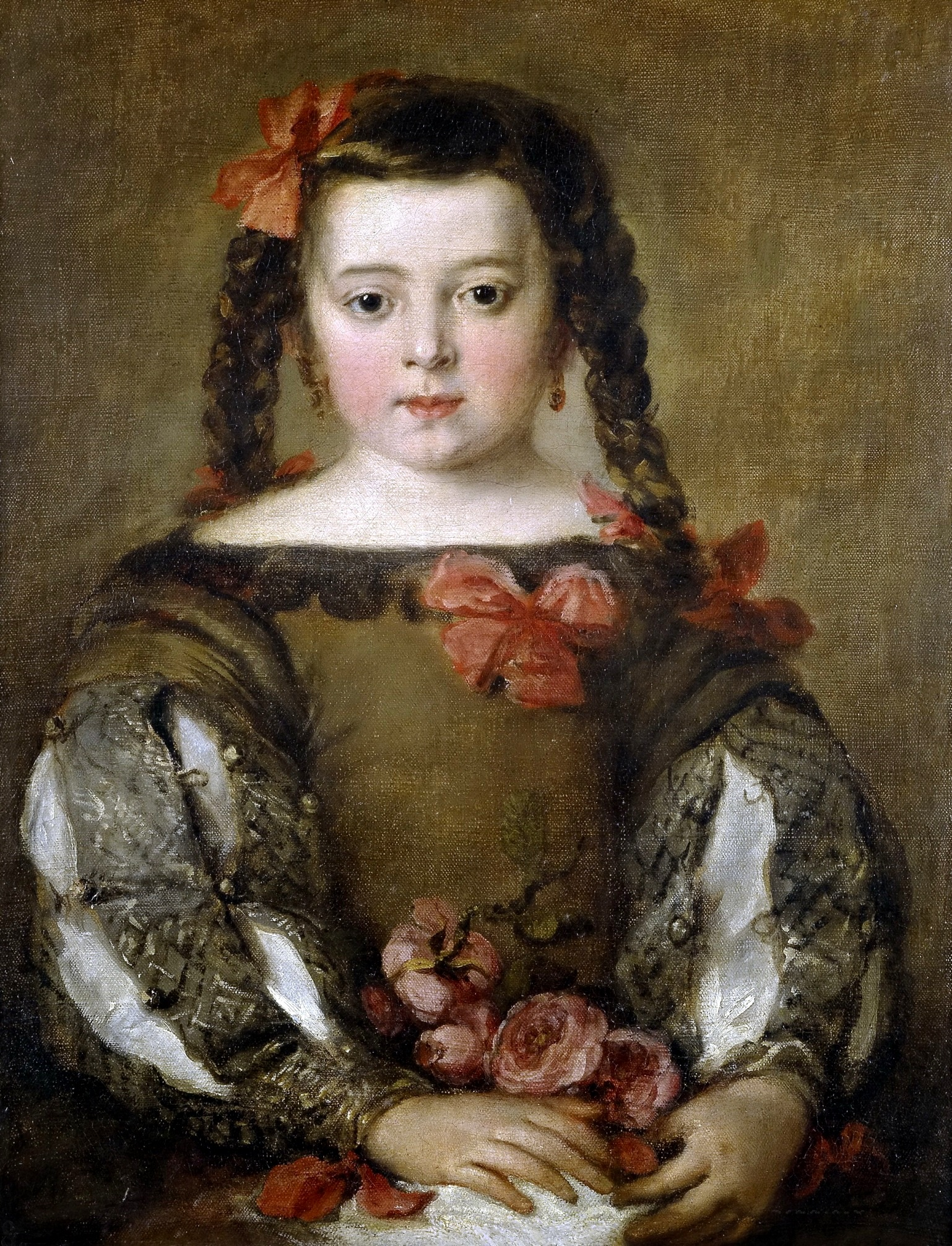
Una niña, óleo sobre lienzo (58 x 46 cm.), Museo del Prado, Madrid. Retrato de una niña desconocida, atribuido a Velázquez en el pasado.

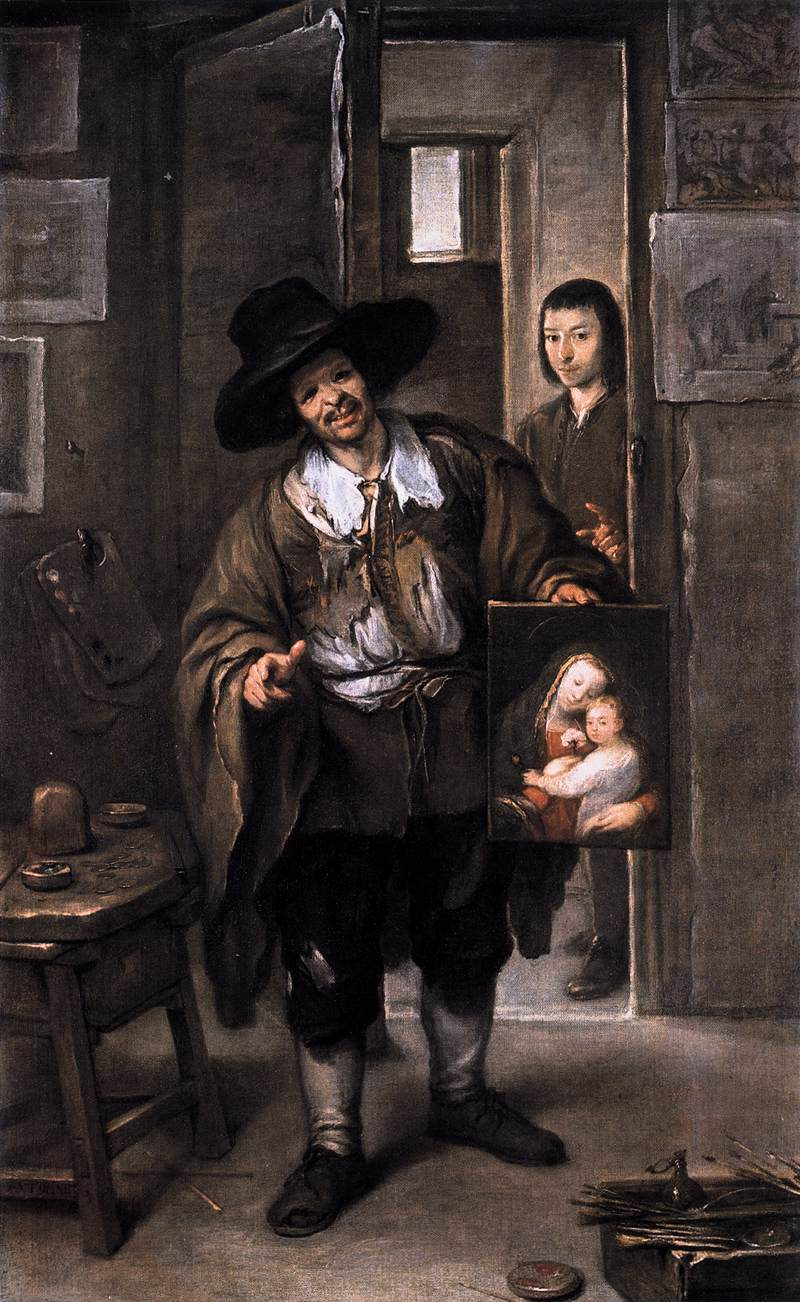
Pintor pobre, circa 1670, óleo sobre lienzo (201 x 125 cm), Pinacoteca Antigua de Múnich.

Uno de los aspecto más sobresalientes de la producción de Antolínez es su dedicación a géneros pictóricos menos tratados por sus contemporáneos. No se ha conservado ninguno de los paisajes elogiados por Palomino, aunque en sus composiciones religiosas afloran en ocasiones hermosas «lejanías», y son escasos los retratos, en los que al decir del biógrafo cordobés alcanzaba «gran parecido». En este género deben ser recordados los dos Retratos de niñas del Museo del Prado, atribuidos en el pasado a Velázquez, evocadores, pese a su sencillez, de la pincelada y gama cromática velazqueñas. Aún más notable, pues se trata de un retrato de grupo a la manera holandesa, que se ignora cómo pudo llegar a conocer, es el Retrato del embajador danés Cornelio Pedersen Lerche y sus amigos, firmado «España año 1662. Joseph Antolín. F» y conservado en el Museo de Copenhague, en el que se autorretrató. La fugaz presencia en España, hacia 1640, de Gerard ter Borch, pintor holandés de interiores, pese a lo que se ha dicho, no pudo ser en modo alguno determinante para la composición de este lienzo, debiéndose sin duda la composición original, del todo insólita en la pintura española del momento, a un encargo personal del propio embajador al concluir su estancia en España, resuelto con maestría por Antolínez.
Igualmente singulares son sus retratos aislados de pequeños perros de compañía, como la Perrita con lazo rojo de la colección Stirling-Maxwel o el Perrito con lazo rojo guardando el cesto de labor, que se le atribuye en el Museo Lázaro Galdiano, y que se pueden encontrar también incorporados en otras obras suyas, como es el propio retrato del embajador Lerche o el Suicidio de Cleopatra, para lo que se han observado igualmente influencias venecianas. El Pintor pobre o Vendedor de cuadros de la Pinacoteca Antigua de Múnich, excepcional interpretación de una estampa de Agostino Carracci, es otra obra singular tanto por lo infrecuente de su tema, cercano a la pintura costumbrista, como por la lograda atmósfera velazqueña de su concepción espacial. 

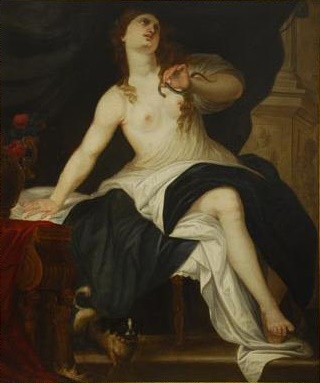
Suicidio de Cleopatra, óleo sobre lienzo (137,5 x 115,5 cm.), colección privada. Siendo escasos los desnudos femeninos en la pintura española.

Antolínez fue también pintor de mitologías y de algunas alegorías en las que la fábula pagana puede interpretarse en clave de moralidad cristiana. Su interés por el desnudo femenino, fundamentado en temas históricos o mitológicos, documentado ya por la presencia en la antigua colección Scotti de Piacenza de un lienzo «in cui son depinte le tre Grazie nude per mano dell’Antolines pittore famosissimo Spagnuolo», ha podido ser corroborado por la aparición del anagrama del pintor en una Muerte de Lucrecia de colección privada madrileña, que había estado atribuida en el pasado a Andrea Vaccaro junto con su pareja, el Suicidio de Cleopatra. Se trata de dos obras tempranas dentro de la producción de Antolínez, en las que todavía no han tenido entrada los intensos azules ticianescos, pero en las que se manifiesta ya su admiración por el pintor veneciano, del que tomó la postura de Lucrecia. La influencia de las «poesías» de Tiziano es aún más evidente en dos cuadros de colecciones privadas relacionados con la historia de la educación de Baco, uno de ellos firmado en 1667, en los que el pequeño dios es iniciado en los placeres del vino por amorcillos juguetones. En El alma entre el Amor divino y el humano, óleo del Museo de Bellas Artes de Murcia cuyo asunto, protagonizado nuevamente por niños de aspecto risueño, se ha relacionado con el tema de Hércules entre el vicio y la virtud, la alegoría pagana, desarrollada en las obras citadas anteriormente, enlaza con la moralidad cristiana, al modo como se encuentra, por ejemplo, en los emblemas del Pia desideria de Herman Hugo.